# In Your Dreams
In Your Dreams è il settimo album discografico in studio da solista della cantante statunitense Stevie Nicks, già vocalist dei Fleetwood Mac. Il disco è uscito nel 2011 per la Reprise Records, a dieci anni dal precedente lavoro di inediti (Trouble in Shangri-La) e a trenta dall'esordio solista dell'artista (Bella Donna).

## Tracce
1. Secret Love – 3:15
2. For What It's Worth – 4:32
3. In Your Dreams – 3:58
4. Wide Sargasso Sea – 5:36
5. New Orleans – 5:34
6. Moonlight (A Vampire's Dream) – 5:26
7. Annabel Lee (adattamento dal testo di Edgar Allan Poe) – 5:58
8. Soldier's Angel (con Lindsey Buckingham) – 5:16
9. Everybody Loves You (con Dave Stewart) – 5:16
10. Ghosts Are Gone – 6:06
11. You May Be The One – 5:26
12. Italian Summer – 4:38
13. Cheaper Than Free (con Dave Stewart) – 3:38